# Trannes
Trannes település Franciaországban, Aube megyében. Lakosainak száma 198 fő (2022. január 1.). Trannes Bossancourt, Éclance, Jessains, Juvanzé, Petit-Mesnil, La Rothière és Unienville községekkel határos.

## Népesség
A település népessége az elmúlt években az alábbi módon változott:
| Lakosok száma | 203  | 149  | 153  | 260  | 248  | 246  | 243  | 217  | 204  | 198  |
|               | 1968 | 1982 | 1990 | 2006 | 2013 | 2015 | 2017 | 2019 | 2020 | 2022 |